# Thực thể (khoa học máy tính)
Trong lập trình hướng đối tượng (OOP), thực thể (tiếng Anh: instance) là một sự xuất hiện cụ thể của bất kì đối tượng nào, thường tồn tại trong khoảng thời gian chạy của một chương trình máy tính. Một cách chính thức, "thực thể" đồng nghĩa với "đối tượng" vì chúng là một giá trị cụ thể, và có thể được gọi là đối tượng thực  thể (instance object); "thực thể" nhấn mạnh vào định danh riêng biệt của đối tượng. Sự tạo ra một thực thể gọi là thực thể hóa (instantiation).
Trong lập trình dựa trên lớp, đối tượng được tạo ra từ lớp bởi chương trình con được gọi là hàm tạo, và bị hủy bởi hàm hủy. Một đối tượng là một thực thể của lớp, và có thể được gọi là thực thể lớp (class instance) hay đối tượng lớp (class object); và như vậy thực thể hóa còn được biết đến như hàm tạo. Không phải tất cả các lớp đều có thể được thực thể hóa –  lớp trừu tượng không thể được thực thể hóa, trong khi các lớp có thể được thực thể hóa được gọi là lớp cụ thể.